# Macrobiotus hyperboreus
Macrobiotus hyperboreus är en djurart som tillhör fylumet trögkrypare, och som beskrevs av Vladimir I. Biserov 1990. Macrobiotus hyperboreus ingår i släktet Macrobiotus och familjen Macrobiotidae. Inga underarter finns listade i Catalogue of Life.